# Ivana Santana
Ivana Santana es una deportista brasileña que compitió en judo. Ganó una medalla de bronce en los Juegos Panamericanos de 1987, en la categoría abierta.

## Palmarés internacional
| Juegos Panamericanos | Juegos Panamericanos          | Juegos Panamericanos | Juegos Panamericanos |
| Año                  | Lugar                         | Medalla              | Categoría            |
| -------------------- | ----------------------------- | -------------------- | -------------------- |
| 1987                 | Indianápolis (Estados Unidos) | Medalla de bronce    | Abierta              |